# Orion (судно)
Orion — друге в історії судно для встановлення вітрових турбін (Wind Turbine Installation Vessel) з двигуном, розрахованим на використання зрідженого природного газу. При цьому перше судно подібного призначення, здатне споживати ЗПГ, стало до ладу в першій половині 2017 року (Apollo), проте воно відносилось до іншого архітектурно-конструктивного типу самопідіймальних установок.
Судно, поставка якого очікується у 2019 році, замовила на китайській верфі Cosco бельгійська компанія DEME. Для виконання завдань Orion матиме кран Liebherr, здатний підіймати вантаж у 3000 тон на висоту до 50 метрів (5000 тон на 35 метрів), найбільша ж висота підйому становитиме 170 метрів. На палубі виконуватиметься транспортування різноманітних габарітних та важких конструкцій ВЕС, а точність встановлення на місце роботи забезпечуватиметься системою динамічного позиціювання DP3.
Особливістю судна стала енергетична установка з чотирма двигунами Wärtsilä 46DF та двома Wärtsilä 20DF загальною потужністю 44,2 МВт. Вони можуть використовувати як традиційні нафтопродукти, так і ЗПГ. В останньому випадку відбувається суттєве скорочення викидів шкідливих речовин (сполук сірки, оксидів азоту, діоксиду вуглецю).
Як і інші подібні судна, Orion зможе здійснювати не лише будівництво офшорних вітроелектростанцій, але й виконувати демонтажні роботи та роботи у нафтогазовій сфері.  